# Cerkev sv. Bernardina, Urbino
Cerkev San Bernardino degli Zoccolanti je frančiškanska cerkev v Urbinu, ki stoji na hribu približno 2,5 km izven mesta, v ulici Via San Bernardino, blizu stičišča z via Ca' Corona. Iz cerkve je lep pogled na  panoramo Urbina.

## Zgodovina
Cerkev je bila zgrajena po naročilu Federica da Montefeltra po njegovi smrti, od približno 1482 do 1491, kot kraj za njegov pokop in za pokop njegovih naslednikov (vojvodski mavzolej). Projekt in kasnejšo realizacijo dela danes pripisujemo vojvodskemu arhitektu Francescu di Giorgiu Martiniju (s pomočjo pri usmerjanju del mladega in perspektivnega Donata Bramanteja). Stavba ima jasno arhitekturno čistost, značilno za urbinsko renesanso.
Cerkev je služila kot model za cerkev Santa Maria delle Grazie al Calcinaio v bližini Cortone, ki jo je isti arhitekt zgradil nekaj let pozneje. Leta 1741 jo je poškodoval potres.

## Arhitektura
Zunanjost cerkve v opeki je strnjena in skoraj brez okrasja, razen vencev, oken in vratnega okvirja. Fasada je visoka in ozka, vrhunec pa je majhen pediment,  prečkan z okrasnimi pasovi peščenjaka, ki se nadaljujejo po celotnem obodu; vhod predstavlja travertinski portal in dve okni. Kupola z lanterno je valjasta. Na vogalih so oporniki.
Zvonik je okrnjen zaradi porušitve v potresu leta 1741.
Strog zunanji slog, skoraj kot vojaška trdnjava, je v nasprotju z elegantnim klasicizmom notranjosti. Pravzaprav je svetla, bistvena in monumentalna hkrati, s tlorisom latinskega križa in enoladijska, pokrita z banjastim obokom. Vzdolžna stranica (piedicroce) je vstavljena v skoraj kvadratni prezbiterij, ki ga pokriva kupola, z dvema polkrožnima apsidama na straneh in pravokotno banjasto obokano nišo za glavnim oltarjem. V starih časih je bila tudi za oltarjem podobna apsida, ki je sestavljala prostor »trikora«, ki izhaja iz poznoantičnih modelov. Podaljšanje in modifikacija kora sega v konec 16. stoletja. Niše so obdane z oboki z dvojno obročno oblikovanim okvirjem.
Kupolo, tako kot stene, podpirajo štirje kompozitni stebri z gladko gredjo na visokih podstavkih, zaradi česar je raznos teže na tla čitljivo.
Stene kažejo na nagnjenost arhitekta k golim in trezno okrašenim površinam. Nekaj vlitih kamnitih vencev (ki izstopajo na belem ometu po Brunelleschijevem vzoru) najdemo v višini podnožja, praga in friza, ki poteka vzdolž celotnega oboda, z napisom z rimskimi velikimi črkami. navdihnjen s tistim na častnem dvorišču Doževe palače. Tam beremo pohvalo svetemu Bernardinu, tedaj še blagoslovljenemu: O SPLENDOR PUDICITIAE ZELATOR PAUPERTATIS AMATOR INNOCENTIAE CULTOR VIRGINITATIS LUSTRATOR SAPIENTIAE PROTECTOR VERITATIS ANTE THRONUM FULGIDUM AETERNAE MAIESTATIS PARA NOBIS ADITU[m] DIVINAE PIETATIS IMPLORA NOB[is] GRA[tia]M B[eate] BER[nardine].
Ladjo osvetljujejo tri pravokotna okna, z venci in trikotnim [[timpanpon (arhitektura)|timpanonom]g v kamnu, ki so tudi pod tremi oboki na dnu kupole v prezbiteriju.
V cerkvi so bili pokopani Federico da Montefeltro, njegov sin Guidobaldo in njegova žena Elisabetta Gonzaga.

## Umetniška dela
V ladji sta drug proti drugemu obrnjena kenotafa vojvod Federica in Guidobalda da Montefeltra: sta dva baročna spomenika, postavljena dolgo po njuni smrti (1620). Marmorna doprsna kipa obeh vojvod pripisujejo Girolamu Campagni.
Desna niša je okrašena s freskami iz leta 1642 s Samarijanko pri vodnjaku. V koru je platno iz 19. stoletja z Madono z otrokom, San Bernardinom, San Giacomom in dvema angeloma, avtorja Filippa Bigiolija. Do leta 1810 je na tem mestu stala oltarna slika Pala di Brera (okoli 1472) Piera della Francesca, ki jo je tam postavil Bramante po naročilu samega Federica da Montefeltra in je, čeprav je približno deset let starejši od cerkve, ustvaril pomemben dialog med pravo arhitekturo in naslikano arhitekturo.

## Samostan
Zdi se, da sosednji samostan, ki pripada manjšim bratom, nasprotuje prefinjenosti cerkve z strogostjo in preprostostjo tradicionalnih frančiškanskih stavb. Delo, ki ga pripisujejo tudi Francescu di Giorgiu, ima svoje oporišče v samostanu z arhitraviranimi stebri.
Leta 1876 je bilo na vrtu in v gozdu samostana zgrajeno glavno mestno pokopališče.
22. januarja 2011 se je ponoči zaradi vdora vode porušil del oboka samostanskega doma, ne da bi prišlo do žrtev.